# Preben Van Hecke
Pour les articles homonymes, voir Van Hecke.
Preben Van Hecke, né le 9 juillet 1982 à Termonde, est un coureur cycliste belge, professionnel entre 2004 et 2019. Il a notamment été champion de Belgique sur route en 2015.

## Biographie
Issu de l'équipe espoir de la Quick Step, Preben Van Hecke passe professionnel en 2004 avec plusieurs de ses coéquipiers dans l'équipe espagnole Relax-Bodysol alors partenaire de Quick Step. En 2005, il intègre l'équipe ProTour Davitamon-Lotto. Après trois saisons, il rejoint Topsport Vlaanderen en 2008.
En 2011, il termine neuvième du championnat de Belgique sur route qu'il remporte en 2015 après une longue échappée.
Au mois d'août 2017 il termine septième de la Course des raisins.
Il met un terme à sa carrière cycliste au mois d'octobre 2019 après seize années passées comme professionnel.

## Palmarès et résultats

### Palmarès par année
- 1999
  - Liège-La Gleize
- 2000
  - Flanders-Europe Classic
  - 2e du championnat de Flandre-Orientale sur route juniors
  - 2e du Trophée des Flandres
  - 3e du championnat de Belgique de l'américaine juniors
- 2001
  - Prologue du Tour de Liège (contre-la-montre par équipes)
- 2002
  - Triptyque des Barrages
- 2003
  - 6e étape du Tour de Normandie
  - Circuit Het Nieuwsblad espoirs
  - 1re étape du Tour de Biscaye (es)
  - Circuit du Hainaut
- 2004
  - 2e étape du Ster Elektrotoer
  - Tour du Nord des Pays-Bas (ex aequo avec 21 coureurs)[3]
- 2005
  - 3e du Mémorial Fred De Bruyne
- 2006
  - Coupe Sels
  - 2e de l'Étoile de Bessèges
  - 3e de la Ruddervoorde Koerse
- 2007
  - Oost-Vlaamse Sluitingsprijs
  - 3e de l'Étoile de Bessèges
- 2008
  - Grand Prix Lucien Van Impe
  - 2e du Grand Prix de la ville de Zottegem
- 2010
  - Oost-Vlaamse Sluitingsprijs
  - 3e de la Course des raisins
- 2011
  - Grand Prix Raf Jonckheere
- 2012
  - Circuit du Pays de Waes
- 2013
  - Flèche du port d'Anvers
  - Grand Prix de la Somme
  - Mémorial Fred De Bruyne
- 2015
  -  Champion de Belgique sur route
  - Ruddervoorde Koerse
  - 3e d'À travers les Ardennes flamandes
  - 3e du Grand Prix Lucien Van Impe
- 2016
  - Circuit du Pays de Waes
  - 2e du Grote Prijs Wase Polders
- 2018
  - 3e du Tour de Drenthe
  - 3e de la Great War Remembrance Race

### Résultats sur les grands tours

#### Tour d'Espagne
1 participation 
- 2006 : 83e

#### Tour d'Italie
1 participation 
- 2006 : 140e

### Classements mondiaux
| Année           | 2008 | 2009  | 2010 | 2011 | 2012 | 2013 | 2014 | 2015 | 2016 | 2017 |
| --------------- | ---- | ----- | ---- | ---- | ---- | ---- | ---- | ---- | ---- | ---- |
| UCI Europe Tour | 255e | 1058e | 346e | 872e | 358e | 83e  | nc   | 266e | 355e | 558e |